# Свети Јувеналије
Свети Јувеналије Јерусалимски (грч. Πατριάρχης Ιουβενάλιοςје био први патријарх Јерусалимске патријаршије, која је пре његовог доласка имала статус архиепископије.
Био је савременик великих светитеља православне цркве: Јевтимија, Теодосија, Герасима, Симеона Столпника... Учествовао је на два васељенска сабора, на трећем у Ефесу и на четвртом у Халкидону, и са великом силом и ревношћу борио се против богохулних јереси, и то у Ефесу против Несторија, који је Богородицу називао Христородицом, и у Халкидону против Евтихија и Диоскора, који су учили, да је у Христу била само једна природа, на име, божанска, без човечанске. После победе православља, на оба ова сабора Јувеналије се вратио на свој престо у Јерусалим. Но иако су јереси биле осуђене, јеретици су и даље деловали. Сплетком и насиљем некога Теодосија, пријатеља Диоскорова, Јувеналије је отеран с престола, и Теодосије се спрогласио за јерусалимског патријарха. 
Након повратка на патријаршијски трон Јувеналије је 38 година био на челу Јерусалимске цркве.
У време св. Јувеналија утврђено је празновање Божића 25. децембра.
Умро је 458. године.
Православна црква прославља светог Јувеналија 2. јула по јулијанском календару.